# Rivière Qui Barre
Rivière Qui Barre är ett vattendrag i Kanada.   Det ligger i provinsen Alberta, i den centrala delen av landet, 2 900 km väster om huvudstaden Ottawa.
Trakten runt Rivière Qui Barre består till största delen av jordbruksmark. Runt Rivière Qui Barre är det glesbefolkat, med 9 invånare per kvadratkilometer.